# Mikasa League 2007-2008
La seconda Mikasa League è stato il quattordicesimo Campionato georgiano di calcio a 5 e si è svolto nella stagione 2007/2008.

## Classifica
| Pos | Squadra           | Pti | G  | V  | N | P  | GF | GS  |
| --- | ----------------- | --- | -- | -- | - | -- | -- | --- |
| 1   | Iberia Tbilisi    | 42  | 18 | 13 | 3 | 2  | 92 | 48  |
| 2   | Kazbegi Tbilisi   | 29  | 18 | 8  | 5 | 5  | 89 | 85  |
| 3   | Saburtalo Tbilisi | 19  | 18 | 5  | 4 | 9  | 80 | 100 |
| 4   | TSU Tbilisi       | 10  | 18 | 2  | 4 | 12 | 84 | 112 |
| 5   | Kartli Gori       | –   | –  | –  | – | –  | –  | –   |